# موزس اینگرام
موزس اینگرام (انگلیسی: Moses Ingram؛ زادهٔ ۱۹۹۳ یا ۱۹۹۴) بازیگر اهل ایالات متحده آمریکا است. وی از سال ۲۰۱۸ میلادی تاکنون مشغول فعالیت بوده‌است.
از فیلم‌ها یا سریال‌های تلویزیونی که وی در آن نقش داشته‌است، می‌توان به تراژدی مکبث، گامبی وزیر، اوبی-وان کنوبی و آمبولانس اشاره کرد.